# Igrišta
Igrišta (en cyrillique : Игралишта) est une très petite station de ski située près de Vlasenica en Bosnie-Herzégovine. 